# Стрижка (фильм, 1982)
«Стрижка» (The Haircut) — фильм 1982 года. Режиссёр Тамар Саймон Хоффс. В главной роли Джон Кассаветис.

## Сюжет
Мужчина приходит в парикмахерскую, чтобы подстричься. В запасе у него не так много времени, но неожиданно работники парикмахерской начинают предлагать множество самых различных услуг: стрижка волос в носу, мытьё ног, танец с очаровательной девушкой, музыкальное выступление и т. д. Всё это приведёт мужчину в восторг, и парикмахерскую он покинет в хорошем настроении.

## Интересные факты
На данный момент фильм лишь один раз выходил на DVD, в качестве бонуса к фильму «Полуночники» 1987 года.